# Onthophagus janushevi
Onthophagus janushevi är en skalbaggsart som beskrevs av Kabakov 1983. Onthophagus janushevi ingår i släktet Onthophagus och familjen bladhorningar. Inga underarter finns listade i Catalogue of Life.